# ریمند دی لیتل
 ریمند دی لیتل (انگلیسی: Raymond D. Little؛ زاده ۵ ژانویهٔ ۱۸۸۰ درگذشته ۲۹ ژوئیهٔ ۱۹۳۲) یک تنیس‌باز اهل ایالات متحده آمریکا بود.